# Arthur Bollert
Arthur Bollert (* 26. August 1870 in Osterode am Harz; † 29. August 1951 in Berlin) war ein deutscher Verwaltungsbeamter und Richter.

## Leben
Arthur Bollert studierte an der Eberhard Karls Universität Tübingen Rechtswissenschaft. 1889 wurde er im Corps Borussia Tübingen recipiert. Nach dem Studium und dem Gerichtsreferendariat trat er 1896 in den preußischen Staatsdienst. 1897 legte er das Regierungsassessor-Examen bei der Regierung in Breslau ab. 1898 begann er als Regierungsassessor und Hilfsarbeiter eine Tätigkeit beim Landrat in Solingen. 1901 wechselte er zur Regierung in Gumbinnen. Von 1905 bis 1914 war er Landrat des Kreises Johannisburg. Von dort wechselte er 1914 als Regierungsrat zum Oberpräsidium der Provinz Sachsen nach Magdeburg. 1919 wurde er zum Oberregierungsrat befördert und zum stellvertretenden Regierungspräsidenten des Regierungsbezirks Magdeburg ernannt. Von 1922 bis zu seiner Pensionierung 1935 war er Oberverwaltungsgerichtsrat am Preußischen Oberverwaltungsgericht in Berlin, wo er auch nach seiner Pensionierung bis zu seinem Tod lebte.
Arthur Bollert war außerdem Honorardozent für Staats- und Verwaltungsrecht an der Landwirtschaftlichen Hochschule Berlin.

## Ehrungen
- Sankt-Stanislaus-Orden 2. Klasse (1908)[4]